# Gérald Lacroix
Gérald Cyprien Lacroix (Saint-Hilaire de Dorset, 27 juli 1957) is een Canadees geestelijke en een kardinaal van de Katholieke Kerk.
Lacroix werd op 8 oktober 1988 priester gewijd. Op 7 april 2009 werd hij benoemd tot hulpbisschop van Quebec en titulair bisschop van Hilta; zijn bisschopswijding vond plaats op 24 mei 2009.
Op 22 februari 2011 werd Lacruix benoemd tot aartsbisschop van Quebec als opvolger van Marc Ouellet, die in juni 2010 bij de Romeinse Curie prefect van de Congregatie voor de Bisschoppen was geworden.
Tijdens het consistorie van 22 februari 2014 werd Lacroix kardinaal gecreëerd. Hij kreeg de rang van kardinaal-priester. Zijn titelkerk werd de San Giuseppe all’Aurelio.
Op 7 maart 2023 werd Lacroix benoemd tot lid van de Raad van Kardinalen.
In 2024 trok hij zich tijdelijk als aartsbisschop terug hangende onderzoek naar een beschuldiging van aanranding, een beschuldiging die de kardinaal met klem onjuist noemt.
- Système universitaire de documentation: 180864785
- Virtual International Authority File: 106158430
- WorldCat: E39PBJqbhjXvPfwXVy6QXWtR8C